# Тюменская филармония
Тюменская филармония — учреждение культуры  Тюмени.

## История
Официально филармония была создана 30 октября 1958 года. В этот день Концертно-эстрадное бюро, которое существовало с 1944 года, было реформировано и стала именоваться Тюменской областной филармонией. Первым директором филармонии являлся Леонид Мечиславович Згерский. Он возглавлял филармонию почти 40 лет до 1996 года.
Основным направлением деятельности коллектив филармонии избрал музыкально-просветительскую работу. Музыканты давали концерты в различных учебных заведениях, на заводах города и в городах и поселках Тюменской области. Ансамбль скрипачей Сибири, которым руководил Михаил Пархомовский, за пятнадцать лет своей творческой деятельности дал почти 900 концертов по всему СССР, а также посетил с концертами почти все города Тюменской области.
В 1967 году Тюменская филармония обзавелась новым зданием. Теперь в ней могли проводиться даже самые крупные музыкальные мероприятия. Здесь начали проводиться ежегодные фестивали «Тюменский меридиан», «Самотлорские ночи», «Дни советской музыки в Тюмени и области», в которых принимали участие самые именитые музыканты страны.
В 1996 году Тюменскую филармонию возглавил заслуженный артист РФ Михаил Михайлович Бирман. Под его руководством в филармонии появились свои коллективы: с 1998 года — камерный оркестр «Камерата Сибири», хоровая капелла, дуэт русских народных инструментов «Лад», вокально-джазовый ансамбль «Санрайз», а с 2001 года — Ансамбль танца «Зори Тюмени». Однако спустя 20 лет, 25 октября 2016 года, М. М. Бирман добровольно оставил свой высокий пост директора Тюменской филармонии, структурного подразделения ГАУК ТО «Тюменское концертно-театральное объединение». 
1999 год ознаменовался тем, что Тюменская филармония победила в конкурсе «Окно в Россию» в номинации «Лучшая филармония года».
В 2001—2003 гг. здание филармонии подверглось реконструкции. Реконструкция позволила увеличить вместимость зала (до 1229 посадочных мест) и улучшить его акустику, а на сцене теперь можно проводить театральные и хореографические коллективы. Открылся также новый зал камерной и органной музыки на 240 мест.

## Филармония сегодня
В состав Тюменской филармонии ныне входят следующие коллективы:
- Тюменский государственный симфонический оркестр
- Оркестр «Камерата Сибири»
- Хоровая капелла Тюменской филармонии
- Ансамбль Barocco
- Вокально-эстрадный ансамбль «Санрайз»
- Государственный ансамбль танца «Зори Тюмени»
- Заслуженный артист России Александр Цинько (баритон)

Коллектив Тюменской филармонии продолжает традиции предыдущих десятилетий творческой деятельности. Здесь работает система абонементов. Действует сеть филиалов филармонии в Ноябрьске, Ишиме, Тобольске, Ялуторовске, Заводоуковске.
Филармония активно взаимодействует с музыкальными коллективами Екатеринбурга, Челябинска, Уфы, Кургана, Перми и других городов. В здании филармонии дают концерты российские и зарубежные исполнители и музыкальные группы.